# Leucobryum sanctae-mariae
Leucobryum sanctae-mariae là một loài rêu trong họ Dicranaceae. Loài này được Cardot mô tả khoa học đầu tiên năm 1904.